# Esval
Esval S.A. (Empresa Sanitaria de Valparaíso, Aconcagua y Litoral), anteriormente conocida como Empresa de Obras Sanitarias de Valparaíso, es una empresa chilena de servicios sanitarios que realiza distribución de agua potable y tratamiento de aguas servidas en la Región de Valparaíso.

## Historia
En 1977, con la creación del Servicio Nacional de Obras Sanitarias (SENDOS), se constituye la Empresa Sanitaria de Valparaíso (ESVAL). Dicha compañía se constituyó como sociedad anónima en 1989 por la Corporación de Fomento de la Producción (CORFO), al amparo de la Ley 18.777.
En diciembre de 1998 Esval se convirtió en la primera empresa sanitaria chilena en ser privatizada. La empresa Aguas Puerto S.A. (conformada por Enersis y Anglian Water Chile Ltda.) adquirió el 40% de la propiedad de Esval, y el 15 de abril de 1999 se oficializó el traspaso de las acciones. El 4 de agosto de 2000 Anglian Water adquirió la totalidad de la participación de Enersis en Aguas Puerto, por lo que ésta se convirtió en la controladora de Esval.
En noviembre de 2003, Consorcio Financiero S.A. (propietaria de Consorcio Nacional de Seguros) adquirió el 44,78% de las acciones de Esval. Ese mismo mes Esval adquirió la concesión perteneciente a la Empresa de Servicios Sanitarios de Coquimbo (ESSCO), con lo cual la compañía amplió su presencia hacia la Región de Coquimbo mediante su subsidiaria Aguas del Valle.
En noviembre de 2007, Inversiones OTPPB Chile III Limitada y Westwater Investments Limited formularon una OPA por la mayoría de las acciones de Esval. El 21 de diciembre de 2007 dicha OPA fue aceptada y dichas sociedades se convirtieron en poseedoras del 69,37% de las acciones de Esval.
El 21 de diciembre de 2009 Westwater Investments Limited vendió todas sus acciones en Esval a Mareco Holdings Corp, la cual suscribió un pacto con Inversiones OTPPB. Esta última, a fines de 2009, era poseedora del 69,77% de las acciones, mientras que la CORFO mantiene el 29,43% de las acciones de Esval.